# Шониха (посёлок станции)
 Шониха  — посёлок станции в Богородском районе Нижегородской области.

## География
Находится на расстоянии приблизительно 30 км на юго-восток от районного центра города Богородск у железнодорожной линии Нижний Новгород-Арзамас.

## История
До апреля 2020 года входил в состав Хвощёвского сельсовета.

## Население
Постоянное население составляло 41 человек (русские 100%) в 2002 году, 19 в 2010.